# Noëlle Norman
Noëlle Norman, all'anagrafe Simone Denise Bruleport (Parigi, 7 gennaio 1921 – Villeneuve-sur-Verberie, 11 gennaio 1985), è stata un'attrice francese.

## Biografia
Nel giugno del 1938, a soli 17 anni, vinse il Campionato Nazionale di Eloquenza al Club du Faubourg, con un'improvvisazione sul tema Cosa ne pensi della ragazza moderna?. Nel marzo del 1939, a 18 anni, venne eletta Miss Cinema 1939 durante la Nuit officielle du Cinema e, in quell'occasione, venne premiata da Fernandel. Contemporaneamente fa il suo esordio sul grande schermo (reciterà anche nel cinema italiano in film diretti da Nunzio Malasomma, Carlo Campogalliani e Goffredo Alessandrini) e negli anni Quaranta, per un breve periodo, anche sul palcoscenico. Si ritirò dall'attività artistica nel 1958.
Nel gennaio del 1985, quattro giorni dopo aver compiuto 64 anni, si toglie la vita con un'assunzione massiccia di barbiturici. Era sposata con l'attore Dominique Nohain, figlio di Jean Nohain.

## Filmografia
- Grand-père, regia di Robert Péguy (1938)
- Remontons les Champs-Elysées, regia di Sacha Guitry e Robert Bibal (1938)
- Ragazze in pericolo (Jeunes filles en détresse), regia di Georg Wilhelm Pabst (1939)
- Rappel immédiat, regia di Léon Mathot (1939)
- Finisce sempre così, regia di Enrique Susini (1939)
- Dopo divorzieremo, regia di Nunzio Malasomma (1940)
- Marido provisional, regia di Jeronimo Mihura e Nunzio Malasomma (1940) – versione spagnola del film precedente
- Il cavaliere di Kruja, regia di Carlo Campogalliani (1940)
- Ce n'est pas moi, regia di Jacques de Baroncelli (1941)
- Il marchio sulla carne (La Duchesse de Langeais), regia di Jacques de Baroncelli (1941)
- Péchés de jeunesse, regia di Maurice Tourneur (1941)
- Pension Jonas, regia di Pierre Caron (1942)
- Des jeunes filles dans la nuit, regia di René Le Hénaff (1942)
- L'Honorable Catherine, regia di Marcel L'Herbier (1942)
- L'Inévitable Monsieur Dubois, regia di Pierre Billon (1942)
- Mademoiselle Béatrice, regia di Max de Vaucorbeil (1942)
- Il velo azzurro (Le Voile bleu), regia di Jean Stelli (1942)
- Coup de tête, regia di René Le Hénaff (1943)
- Falbalas, regia di Jacques Becker (1945)
- Les Malheurs de Sophie, regia di Jacqueline Audry (1945)
- Une femme coupée en morceaux, regia di Yvan Noé (1945)
- Monsieur Chasse, regia di Willy Rozier (1946)
- Le avventure di Casanova (Les Aventures de Casanova), regia di Jean Boyer (1947)
- Vertiges, regia di Richard Pottier (1947)
- Le Diamant de cent sous, regia di Jacques Daniel-Norman (1947)
- Émile l'Africain, regia di Robert Vernay (1948)
- La Bataille du feu, regia di Maurice de Canonge (1948)
- Sciopero in famiglia (Jo la Romance), regia di Gilles Grangier (1948)
- L'ebreo errante, regia di Goffredo Alessandrini (1948)
- On demande un assassin, regia di Ernest Neubach (1949)
- Il valzer di Parigi (La Valse de Paris), regia di Marcel Achard (1950)
- Descendez, on vous demande, regia di Jean Laviron (1951)
- Piédalu député, regia di Jean Loubignac (1953)
- Dix-huit heures d'escale, regia di René Jolivet (1954)
- Liebe ist ja nur ein Märchen, regia di Arthur Maria Rabenalt (1957)
- Noi gangster (Le Grand Chef), regia di Henri Verneuil (1958)

## Doppiatrici italiane
- Renata Marini in Finisce sempre così